# Effets de l'ouragan Matthew en Haïti
Pour les articles homonymes, voir Cyclone tropical Matthew.
L'ouragan Matthew a frappé le sud-ouest d'Haïti près des Anglais le 4 octobre 2016, faisant des dégâts étendus sur la nation appauvrie. Matthew est un ouragan intense de la fin de la saison 2016. Il s'est formé dans le sud-est des Caraïbes le 28 septembre et y a atteint la catégorie maximale 5 de l'échelle de Saffir-Simpson avant de faiblir à la catégorie 4 et frapper Haïti alors que le National Hurricane Center estimait alors ses vents soutenus à 240 km/h. Cela en a fait la plus forte tempête à frapper le pays depuis l'ouragan Cleo en 1964, et la troisième plus forte frappe haïtienne jamais enregistrée. Les vents de force ouragan – 119 km/h ou plus – ont affecté environ 1,125 million de personnes dans le pays. Le gouvernement haïtien a évalué le nombre de morts à 546, bien que d'autres sources aient rapporté plus de trois fois ce chiffre.
Pendant le passage de Matthew, des vents violents, de fortes pluies et des marées meurtrières ont frappé la péninsule de Tiburon dans le sud-ouest d'Haïti. Dans tout le pays, l'ouragan a presque ou complètement détruit environ 200 000 maisons, laissant 1,4 million sinistrés. Les dommages monétaires ont été estimés à 2,8 milliards $US. La perte presque totale des récoltes s'est produite dans les départements de la Grand'Anse et du Sud, laissant la population appauvrie sans source de nourriture. Les réseaux de communication et le système routier ont également été compromis. L'ouragan a emporté le pont de Petit-Goâve, coupant temporairement le sud-ouest d'Haïti du reste du pays ce qui a ralenti la distribution de l'aide d'urgence. L'épidémie de choléra en Haïti fut aggravée après l'ouragan, tuant au moins 29 personnes.
Avec des ressources insuffisantes pour répondre aux dommages causés par l'ouragan, le gouvernement haïtien a demandé l'aide d'autres pays. Les Nations unies ont lancé un appel d'urgence de près de 120 millions $US d'aide et des pays du monde entier ont fourni de l'argent, des fournitures et un soutien logistique. Avant et après le passage de l'ouragan, les agences des Nations unies ont fourni de la nourriture, du matériel et une force de maintien de la paix aux résidents, complétées par diverses organisations non gouvernementales.

## Évolution météorologique

Boucle de vapeur d'eau de Matthew touchant terre en Haïti le 4 octobre.

La tempête tropicale Matthew s'est développée le 28 septembre à partir d'une onde tropicale traversant le sud des Petites Antilles. Le faible cisaillement du vent et les eaux chaudes ont favorisé le renforcement. La tempête s'est intensifiée en un ouragan le 29 septembre et à partir du 1er octobre, après une période d'approfondissement rapide, Matthew a atteint la catégorie 5 sur l'échelle de Saffir-Simpson, avec des vents de pointe soutenus de 270 km/h au nord de la côte colombienne.
La remontée d'eaux plus froides a par la suite affaibli Matthew à une catégorie 4. L'ouragan s'est ensuite déplacé vers le nord à travers les Caraïbes autour de la périphérie ouest d'une grande crête barométrique, tout en maintenant son intensité. Le 3 octobre, Matthew s'est intensifié de nouveau pour atteindre une pression centrale minimale de 934 hPa avec des vents de 240 km/h autour d'un œil bien défini. Le 4 octobre à 11 h UTC, la tempête a touché terre sur la péninsule de Tiburon au sud-ouest d'Haïti près des Anglais à cette intensité. Matthew était le troisième plus fort de l'histoire à frapper le pays et le plus fort à frapper Haïti depuis l ouragan Cleo en 1964, qui a également frappé en tant que catégorie 4.
Matthew traversa ensuite le golfe de la Gonâve et se retrouva à 0 h UTC le 5 octobre (20 h locale le 4) sur la pointe est de Cuba. Sortant de Cuba et entrant sur les Bahamas à la catégorie 3, Matthew tourna vers le nord-ouest et traversa l'archipel le 5 octobre et redevint un ouragan de catégorie 4 le 6 octobre à 14 h UTC à 100 km au sud-sud-est de Nassau. Le 7 octobre, le centre de l'ouragan quitta les Bahamas pour se retrouver à 120 km à l'est de West Palm Beach (Floride), toujours à la catégorie 4.

## Préparatifs

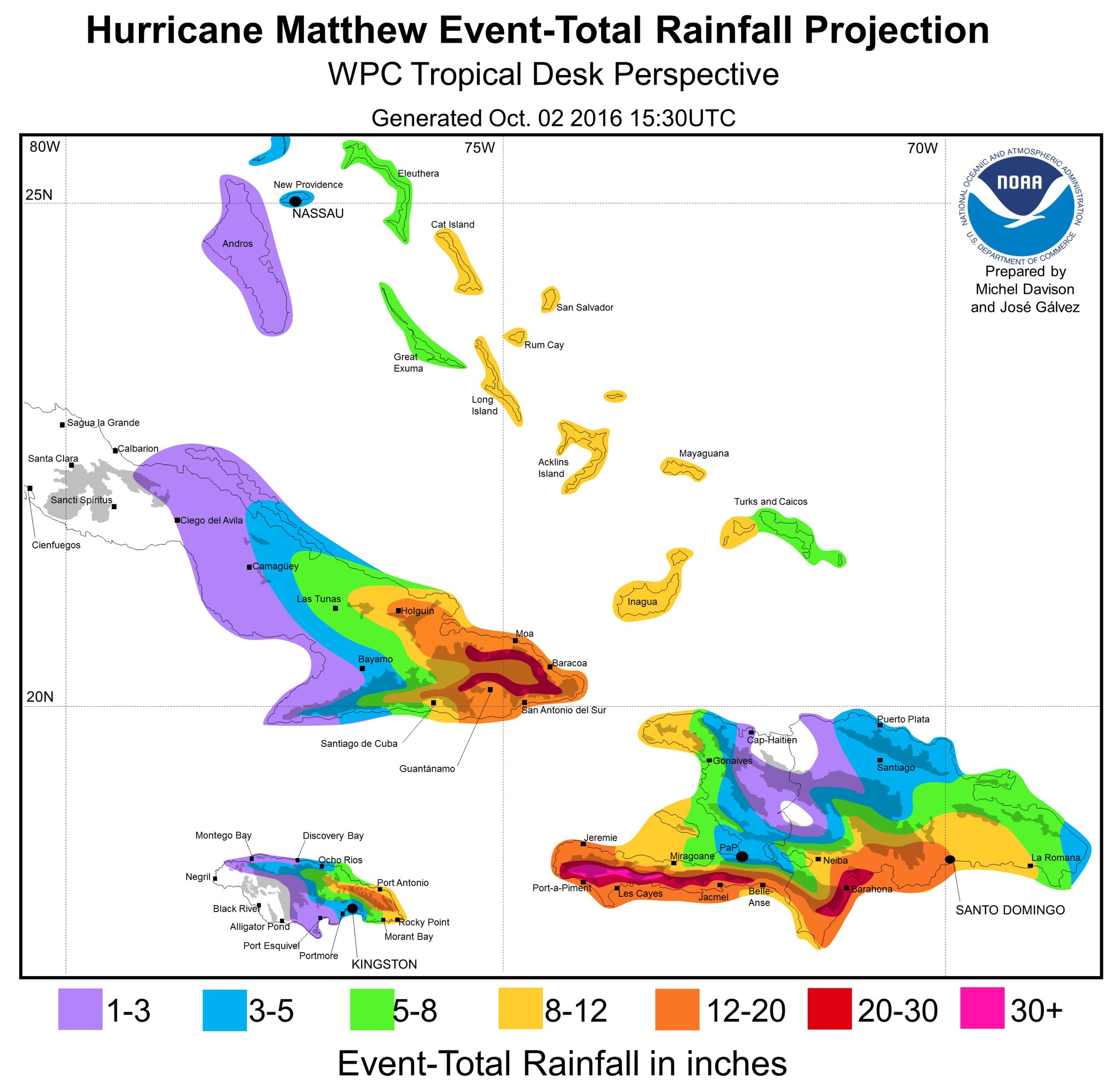
Carte de prévision des accumulation totales pour les Grandes Antilles et les Bahamas avec un maximum de plus de sur la côte sud de la péninsule de Tiburon.

Haïti, le pays le plus pauvre de l'hémisphère occidental, se remettait toujours d'une épidémie de choléra et d'un puissant tremblement de terre en 2010 et de nombreuses maisons endommagées lors du tremblement de terre n'étaient pas encore reconstruites lorsque Matthew a frappé. Il y avait 25 organisations humanitaires travaillant dans la région pauvre de Grand'Anse dans le sud-ouest d'Haïti avant que la tempête ne touche terre.
Avant la saison cyclonique annuelle, le Programme alimentaire mondial (PAM) avait prépositionné 3 410 tonnes d'aliments sous forme de biscuits à haute énergie dont 30 tonnes ont été utilisées immédiatement après la tempête. On prévoyait que des pluies mortelles toucheraient une grande partie de la nation avec des accumulations de 380 à 640 mm le long de la côte sud et des pics isolés jusqu'à 1 000 mm.
Le 30 septembre, le gouvernement haïtien a émis une veille de tempête tropicale pour la péninsule de Tiburon en Haïti vers la frontière avec la République dominicaine bien que la trajectoire prévue de Matthew passait plus à l'ouest au-dessus de la Jamaïque. À la suite d'un déplacement vers l'est de la trajectoire prévue, la veille fut rehaussée en une veille d'ouragan et plus tard un avertissement d'ouragan qui a englobé tout le pays. Le gouvernement a activé son centre national des opérations d'urgence, a ordonné l'arrêt de la navigation côtière et a commencé à émettre des avis d'évacuation. Les résidents des îles périphériques d'Haïti ont été évacués vers le continent. Le président intérimaire, Jocelerme Privert, s'est adressé à la nation le 2 octobre, exhortant ceux qui vivent le long de la côte et dans des maisons mal construites à évacuer et à se conformer aux recommandations des autorités. Le même jour, le gouvernement a émis une alerte rouge, conseillant aux habitants d'écouter les instructions des autorités, de sécuriser leurs biens et de préparer des kits alimentaires.
Bien que les responsables gouvernementaux aient tenu des réunions sur les préparatifs pour la tempête, Radio France internationale a signalé qu'Haïti n'avait pas la capacité logistique de gérer une catastrophe de grande ampleur. Seulement 576 abris, d'une capacité collective de 90 000 personnes, étaient répertoriés pour tout le sud d'Haïti. Malgré les appels des autorités, de nombreux habitants ont refusé de quitter leur domicile.
Un total de 1 300 abris ont été préparés, avec une capacité totale de 390 000 personnes, insuffisantes pour la population menacée par la trajectoire de la tempête. Citant ce problème et la responsabilité civique, les responsables ont demandé aux résidents des maisons sécurisées d'accueillir les voisins vulnérables.
Le gouvernement haïtien a envoyé des fonds à 145 municipalités après que les maires se soient plaints de l’insuffisance des approvisionnements. Les bureaux du gouvernement sont restés ouverts pendant la tempête, tandis que les écoles ont été fermées du 3 au 10 octobre pour servir d'abris, ce qui a pour effet d'ajuster le calendrier scolaire. À la veille de l'arrivée de la tempête, 340 000 personnes avaient évacué vers les abris. Au moins 500 personnes de Jérémie et les patients de l'hôpital des Cayes ont été évacués.
Dans le département de l'Ouest, où se trouve la capitale Port-au-Prince, environ 55 000 furent évacués avant la tempête. Bien que les responsables de la protection civile soient descendus dans la rue pour avertir les gens, de nombreux résidents ignoraient que Matthew s'approchait du pays même la veille de son arrivée. Les évacuations se sont poursuivies pendant l'ouragan, le nombre total de personnes vivant dans des abris atteignant 9 280 à 2 h locale le 4 octobre. Des centaines de prisonniers ont également été évacués vers des zones plus sûres lors du passage de la tempête.
Plus de 18 000 bénévoles et des membres de la Croix-Rouge, des équipes d'intervention communautaire, des comités municipaux et des services d'urgence locaux étaient prêts à aider les résidents. Selon l'Organisation internationale pour les migrations (OIM), 55 107 déplacés internes sont restées dans des camps ou des sites d'accueil sans protection adéquate contre l'ouragan.
Avant la tempête, l'Agence de coopération technique et de développement (ACTED) a envoyé une équipe de 35 personnes à sept abris dans le sud-ouest d'Haïti pour évaluer les dégâts et fournir des secours après la tempête. L'agence d'évaluation et la coordination des catastrophes des Nations unies a également envoyé une équipe pour aider les efforts du gouvernement haïtien et l'Agence des États-Unis pour le développement international (USAID) a également activé son équipage dans le pays. Avant la tempête, les fonctionnaires ont fermé les aéroports internationaux de Cap-Haïtien et Toussaint-Louverture provoquant l'annulation de plusieurs vols. L'aéroport de Port-au-Prince est resté fermé jusqu'au 6 octobre, autorisant uniquement les avions transportant de l'aide humanitaire. Les autorités ont également interrompu les déplacements en voiture pendant le passage de la tempête jusqu'au 5.

## Impacts

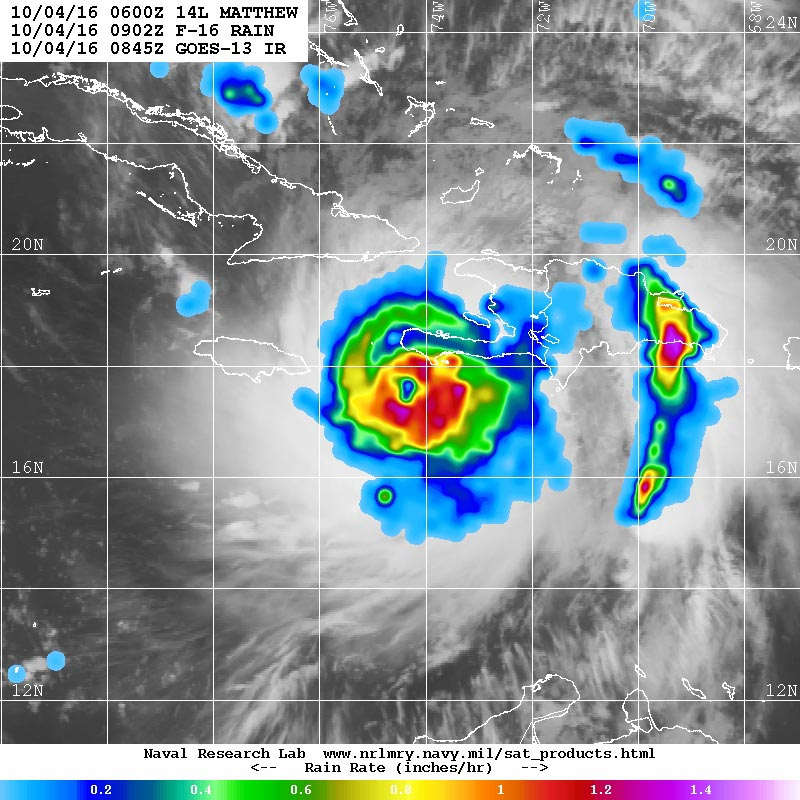
Estimation satellitaires des taux de précipitations associés à Matthew peu avant l'arrivée à Haïti, montrant des précipitations supérieures à par heure survenant le long des côtes d'Haïti et de la République dominicaine

L'ouragan Matthew a touché la côte du sud-ouest d'Haïti comme un ouragan de catégorie 4 supérieure le matin du 4 octobre. Selon UNOSAT, l'ouragan a affecté environ 1,125 million de personnes avec vents violents soutenus d'au moins 119 km/h, principalement le Sud du pays. Sur l'Ouest, y compris la capitale Port-au-Prince, près de 4 millions de personnes ont subi des vents d'au moins 60 km/h. Les accumulations de pluie ont varié de 510 à 1 020 mm) à travers tout le sud d'Haïti, avec des taux sur 24 heures supérieurs à 200 mm autour du golfe de la Gonâve. Juste à l'est du point de chute sur la péninsule de Tiburon, une accumulation officielle de 605 mm fut enregistrée à Anse-à-Veau et une autre de 510 mm à Petit-Trou-de-Nippes.
L'onde de tempête, estimée à environ 3 m (9,8 pi), a inondé au moins 11 municipalités le long de la côte,. Le politicien haïtien François Anick Joseph a qualifié les effets de la tempête dans la partie sud du pays de « destruction complète ». La Banque mondiale et la Banque interaméricaine de développement ont estimé les dommages à environ 1,89 milliard $US. Dans tout le pays, l'ouragan a gravement endommagé environ 200 000 maisons dont 90 % de celles le long de la côte sud détruites,. La tempête a abattu plus de 80 % des cocotiers de la péninsule de Tiburon et détruit des plantations entières de café et de cacao. Avec la plupart des récoltes de la région détruites et 350 350 animaux furent tués, laissant les habitants du sud d'Haïti sans nourriture.
Les vents violents de Matthew ont coupé les lignes électriques et les tours téléphoniques, ce qui a limité les communications dans les jours suivant la tempête et laissé environ 80 % de la péninsule de Tiburon sans électricité. Une antenne endommagée a coupé les communications avec Sud et il y a eu des interruptions du réseau de téléphonie mobile Digicel,. Les inondations le long de 13 bassins versants, ainsi que les lourds dégâts forestiers, ont tué de nombreuses espèces forestières et fruitières. Elles ont aussi provoqué des glissements de terrain qui ont emporté des routes et des ponts. Le long de la route nationale no 2, l'ouragan a emporté le pont de Petit-Goâve, le seul pont reliant la capitale au sud-ouest d'Haïti, coupant l'arrivée des secouristes et des fournitures qui durent voyager par avion pour atteindre les zones les plus touchées,. Un pont temporaire fut construit le 6 octobre.

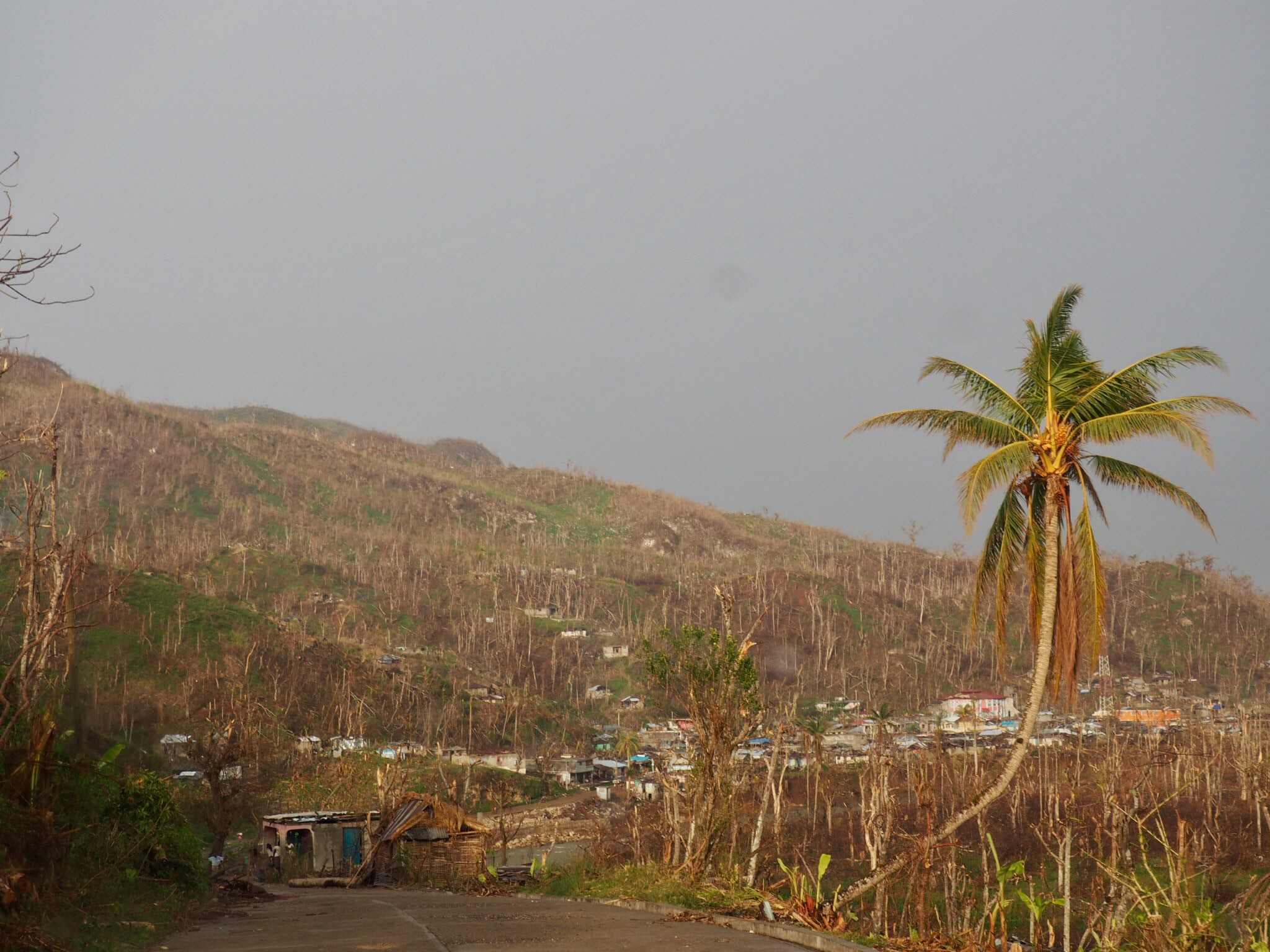
Les vents violents de l'ouragan ont déchiqueté la végétation à travers la péninsule de Tiburon, rendant le paysage tropical, brun et stérile.

Dans tout le sud d'Haïti, l'ouragan a endommagé 70 % des bureaux de vote pour l'élection présidentielle haïtienne prévue le 9 octobre qui fut reportée en novembre. Dans tout le pays, Matthew a endommagé plus de 400 écoles, tandis que 150 ont servi d'abris pour environ 16 000 évacués,. Les dommages aux écoles ont touché environ 130 000 enfants, dont beaucoup venaient de commencer leur année scolaire et avaient besoin d'un nouveau lieu pour leur éducation. Sur les 15 principaux hôpitaux du pays, un a été détruit et quatre autres ont été endommagés, en plus de 35 cliniques médicales endommagées dont nombre manquaient de personnel et étaient incapables de faire face l'influx de patients.
Avant que Matthew ne touche terre, une femme malade est décédée à Port-Salut en raison des fortes marées de tempête qui l'empêchaient de se rendre à l'hôpital, et un homme était porté disparu à la suite d'un accident de bateau. Une journée après que la tempête soit arrivée, il y avait cinq décès connus liés à la tempête. Ce nombre est passé à 108 le 6 octobre dont 50 tuées dans la ville côtière de Roche-à-Bateaux. Le nombre de morts a fortement augmenté à 842 le lendemain, une fois que les zones les plus durement touchées de la péninsule de Tiburon ont été atteintes; la plupart des décès étaient dus à des personnes qui refusaient d'évacuer et qui furent piégées sous les décombres des maisons détruites Cela comprenait 264 décès dans le Sud, dont 158 sont morts aux Anglais où Matthew a touché la côte. Il y avait au moins 500 décès en Grand'Anse et dans tout le pays jusqu'à 1 600 non confirmés. Ces chiffres seraient inférieurs selon le gouvernement haïtien, qui a fait état d'un bilan de 546 morts le 15 octobre.

### Effets par région

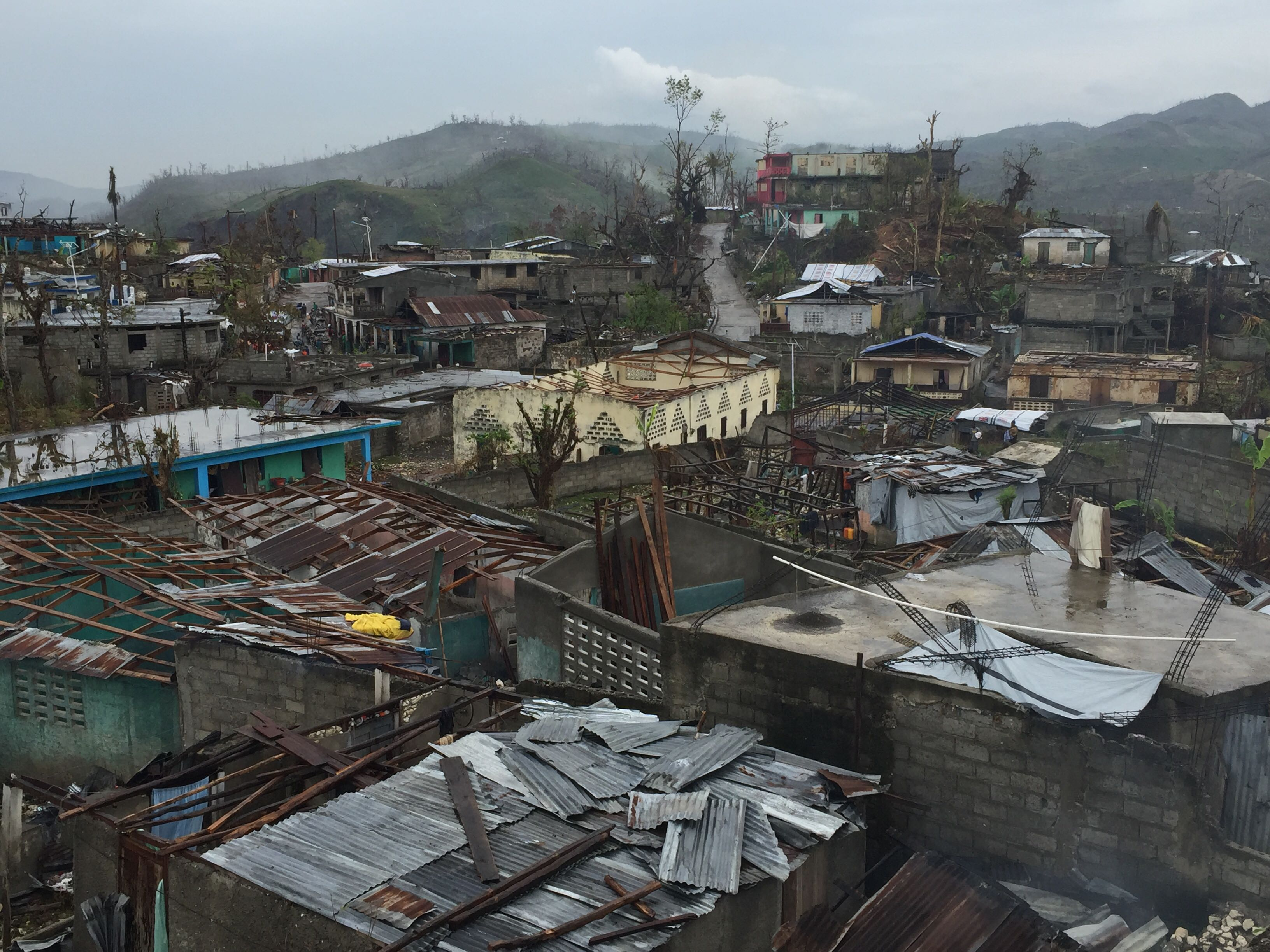
Les maisons mal construites n'ont pas résisté aux vents violents. D'innombrables toits de tôle ondulée ont été emportés.

Le département de Grand'Anse a subi le plus gros de l'ouragan Matthew et fut isolé après la coupure des réseaux de communication. Dans tout le département, l'ouragan a détruit ou gravement endommagé 86 223 maisons et déplacé environ 99 400 familles. Presque tous les arbres de Grand'Anse furent abattus, tandis que presque toutes les rivières ont débordé de leur lit. Presque toutes les récoltes du département furent détruites et environ la moitié de tout le bétail a été tué. À Jérémie, la capitale du département, les vents violents ont arraché presque tous les toits, endommageant 13 753 bâtiments. L'ouragan a décimé tous les bâtiments non faits en béton dont 90 % des maisons et 80 % de toutes les structures. Les inondations à Jérémie ont forcé 123 enfants à évacuer un orphelinat et 141 routes ont été endommagées.
Dans le département du Sud, l'ouragan Matthew a gravement endommagé 15 des 18 communes. La tempête a détruit 95 % de tous les abris et au moins 29 000 maisons, ainsi que la plupart des ports et du matériel de pêche. Les dégâts ont été les plus importants aux Cayes, chef-lieu du Sud. Dix heures de fortes rafales de vent ont détruit les toits de la plupart des maisons, des magasins et des stations-service, y compris la cathédrale, blessant plus de 3 000 personnes. Environ 70 à 80 % des maisons de la ville ont perdu leur toit ou ont été inondées, dont environ 20 % avaient des murs effondrés. Plusieurs commerces ont été emportés aux Cayes. À l'Île-à-Vache, adjacente aux Cayes, a signalé des inondations jusqu'à 1,22 m. Le bétail a été tué lorsque les fermes ont « disparu » sous l'eau, selon un membre de Heifer International. Toutes les cultures de la ville ont été endommagées et plus de 90 % des récoltes ont été détruites dans tout le département.
Des dégâts importants aux cultures, à la pêche et à l'élevage furent signalées dans les départements de Nippes, de l'Ouest, du Sud-Est, d'Artibonite et du Nord-Ouest. Les dégâts importants aux Nippes ont laissé la moitié de la population dans le besoin d'aide humanitaire. À Grand-Goâve, vers l'extrémité est de la péninsule de Tiburon, Matthew a endommagé ou détruit 500 maisons, tuant sept dans la ville. La route vers Jacmel, le long de la côte sud-est d'Haïti a été endommagée, ainsi que de nombreuses maisons de la ville. À Belle-Anse, située dans le même département que Jacmel, Matthew a détruit environ 80% des récoltes. Après l'augmentation du débit d'eau au barrage de Péligre, dans le département du Centre, les résidents en aval furent avertis de nouvelles inondations potentielles. À Gressier, l'ouragan a détruit environ 80 % des plantations agricoles. Plusieurs quartiers autour de Port-au-Prince ont perdu de l'électricité et ont été inondés pendant la tempête en raison de la montée des niveaux de la rivière Grise. Un pont le long de la rivière a été fermé en raison des eaux de crue. Toujours dans la ville, l'ouragan a endommagé ou détruit 352 abris ou tentes de 14 camps de personnes déplacées à l'intérieur ainsi que 279 latrines. Dans l'Artibonite, Matthew a inondé 1 350 maisons et laissé 123 000 sinistrés sans source de nourriture. La tempête a également détruit environ 60 % des récoltes dans le Nord-Ouest. Au large, sur l'île de la Gonâve, les vents violents de Matthew ont détruit les toits de centaines de maisons et une grande partie des routes et des cultures de l'île.

## Conséquences

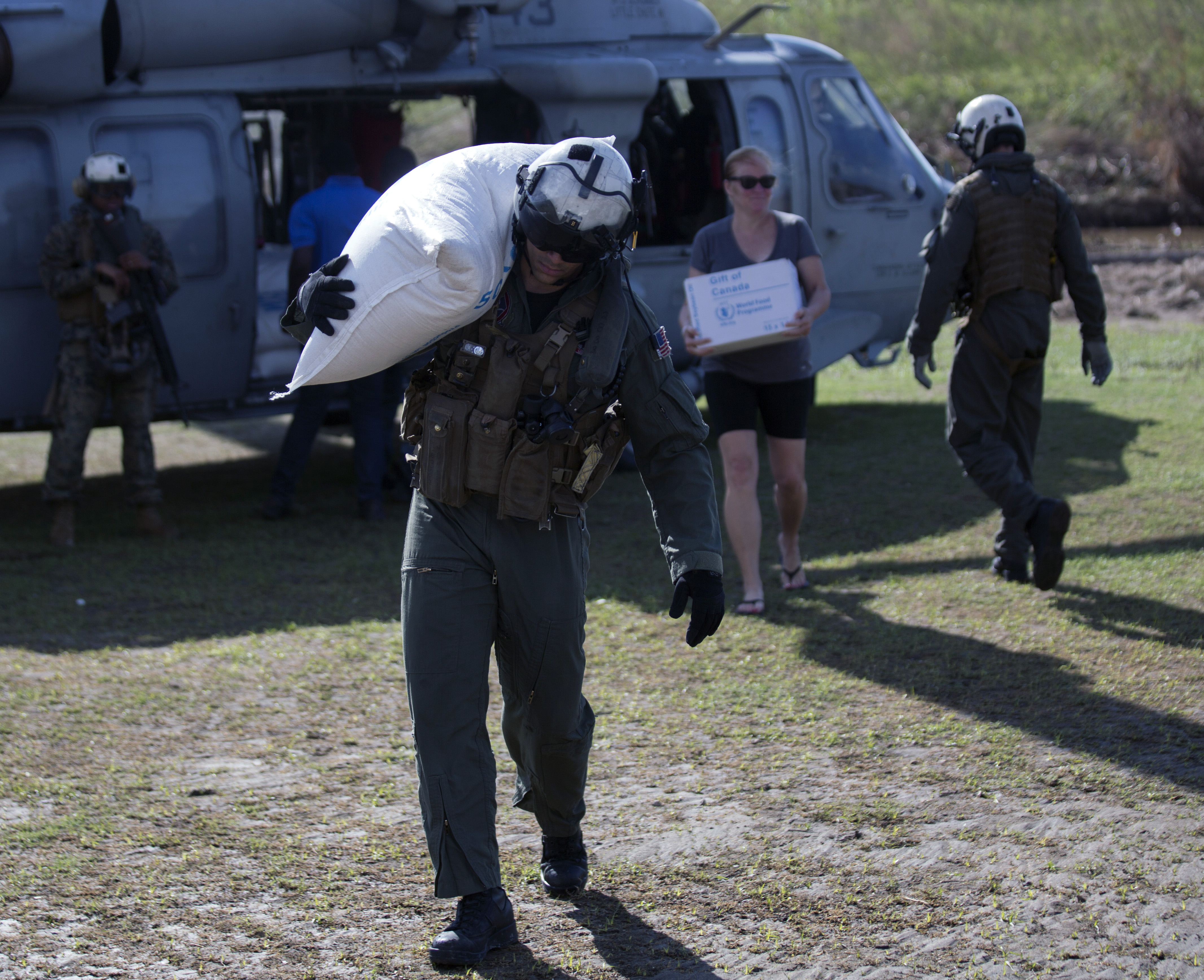
Un soldat américain fournit de l'aide à un village endommagé

Les effets destructeurs de l'ouragan Matthew ont laissé environ 12,9 % de la population haïtienne sinistrée, soit 1,4 million, dont environ 40 % d'enfants et 40 % de femmes en âge de procréer. C'était la plus grande catastrophe du pays depuis le tremblement de terre de 2010. Dans les six jours suivant l'arrivée de la tempête, 175 509 personnes résidaient dans 224 refuges temporaires pour se mettre en sécurité. Il a été signalé que l'eau et la nourriture étaient insuffisantes. Des milliers d'enfants ont été séparés de leurs parents après l'ouragan ou vivaient dans des orphelinats, manquant de produits de première nécessité. Au moins 2 000 de ces enfants ont été évacués par Save the Children.
La ville presque détruite de Jérémie est restée inaccessible aux groupes d'aide humanitaire pendant quatre jours, manquant d'eau et de nourriture pendant cinq jours. Ganthier, près de la frontière orientale avec la République dominicaine, a souffert de conditions de famine et d'un accès limité à l'eau à la suite de l'ouragan. Le prix du riz et des conserves a augmenté après la tempête, laissant les habitants pauvres dans l'incapacité de se nourrir dans les régions qui ne recevaient pas de ravitaillement. Les infrastructures endommagées et les routes bloquées ont empêché une distribution plus rapide des secours, laissant les victimes de la tempête sans nourriture ni assistance pendant jusqu'à deux semaines dans des zones isolées. Au 20 octobre, près de 806 000 sinistrés faisaient face à des pénuries alimentaires critiques.
Le président haïtien par provisoire Jocelerme Privert a déclaré trois jours de deuil national, à partir du 9 octobre. La veille, l'interdiction de voyager par bateau dans le pays a été levée et les communications ont été généralement rétablies avec la partie sud-ouest du pays. Le réseau Digicel était restauré à 98 % le 15 octobre, y compris la plupart des zones les plus touchées. Durant les deux semaines qui ont suivi le passage de l'ouragan, les classes ont recommencé et les routes ont été progressivement restaurées, ce qui a facilité les déplacements des groupes humanitaires. Le 21 octobre, 80 % des communautés affectées avaient un accès routier restauré. Le gouvernement haïtien a reçu plus de 20 millions $US de la Caribbean Catastrophe Risk Insurance Facility Segregated Portfolio Company qui fournit une assurance contre les catastrophes aux pays des Caraïbes.

### Santé et épidémie de choléra

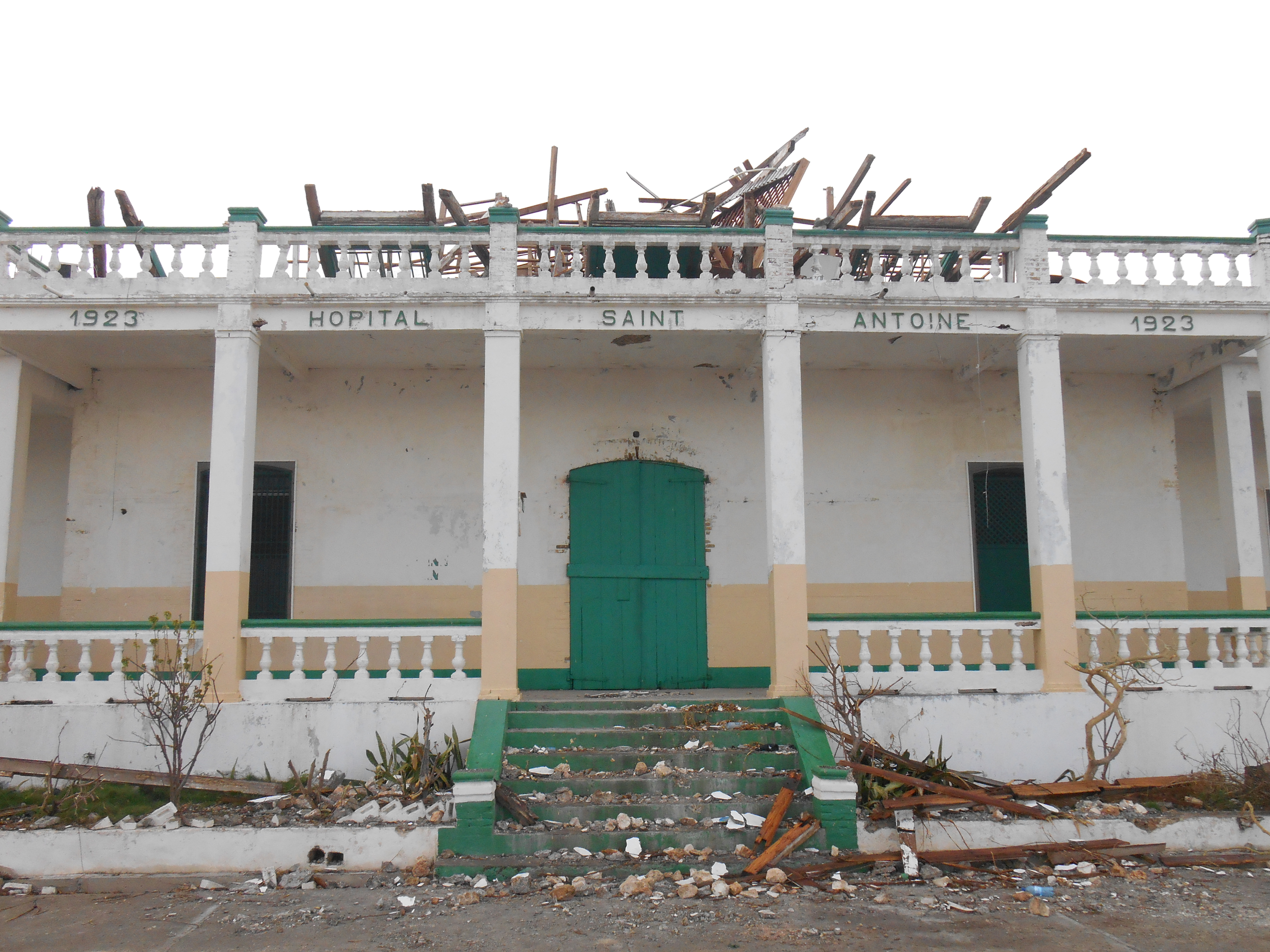
Hôpital détruit à Jérémie.

L'épidémie de choléra en cours s'est aggravée après la tempête alors que la tempête a détruit 34 centres de traitement dans tout le pays, dont environ 75 % de ces établissements dans les départements de la Grand'Anse et du Sud. Le 10 octobre, des médecins haïtiens ont mis en garde contre une crise du choléra alors qu'à Port-à-Piment, au moins 60 personnes étaient traitées pour la maladie, dont 4 en sont décédées. L'hôpital de la ville a failli manquer de fournitures à ce moment-là et dans le village voisin de Randel, plus de 100 personnes ont été infectées avec au moins 25 morts. Il a enregistré son premier mort de choléra le 9 octobre, alors que les rapports sur la maladie augmentaient dans le pays. Le 21 octobre, il y avait un total de 1 351 nouveaux cas signalés.
L'Organisation mondiale de la santé a envoyé 1 million de vaccins anti-choléra dans le pays. Le 9 octobre, les Nations unies ont transféré 8 millions $US à l'UNICEF pour prévenir la propagation de la maladie. Une semaine plus tard, le Secrétaire général Ban Ki-moon a créé le Fonds d'affectation spéciale multipartenaire de l'ONU pour la lutte contre le choléra en Haïti, qui a fourni et géré des ressources. L'Organisation panaméricaine de la santé a envoyé des épidémiologistes pour surveiller et atténuer la propagation du choléra.
En plus de faire face à la propagation du choléra, les responsables de la santé ont également travaillé pour contenir l'épidémie de Zika à la suite des inondations. L'hôpital de Port-Salut a reçu environ 100 patients dans les jours qui ont suivi Matthew, dont 85 % dus à des blessures liées à la tempête. Les organisations de secours ont envoyé des médecins et des équipes médicales, y compris pour le traitement du choléra. Au 20 octobre, Médecins Sans Frontières avait fourni des soins à 1 614 personnes. Les responsables de la protection civile ont conseillé aux résidents de ne boire que de l'eau traitée, en raison du risque de propagation de maladies par l'eau. Une équipe de l'Association des médecins d'Asie a assisté l'hôpital de Moron, Grand'Anse.

## Aide internationale
Le 3 octobre, le gouvernement haïtien a demandé une aide d'urgence aux Nations unies et à d'autres agences internationales. Le même jour, la Charte internationale Espace et catastrophes majeures a été activée, permettant aux organisations caritatives d'utiliser des données satellitaires pour leur travail de secours. En raison des dégâts causés par l'ouragan, le Secrétaire général des Nations unies Ban Ki-moon a recommandé d'étendre la mission des Nations unies pour la stabilisation en Haïti jusqu'en avril 2017, ce que le Conseil de sécurité a adopté par la résolution 2313 du 13 octobre. Le Secrétaire général s'est rendu en Haïti le 15 octobre pour effectuer une visite aérienne des dégâts et rencontrer des responsables locaux.

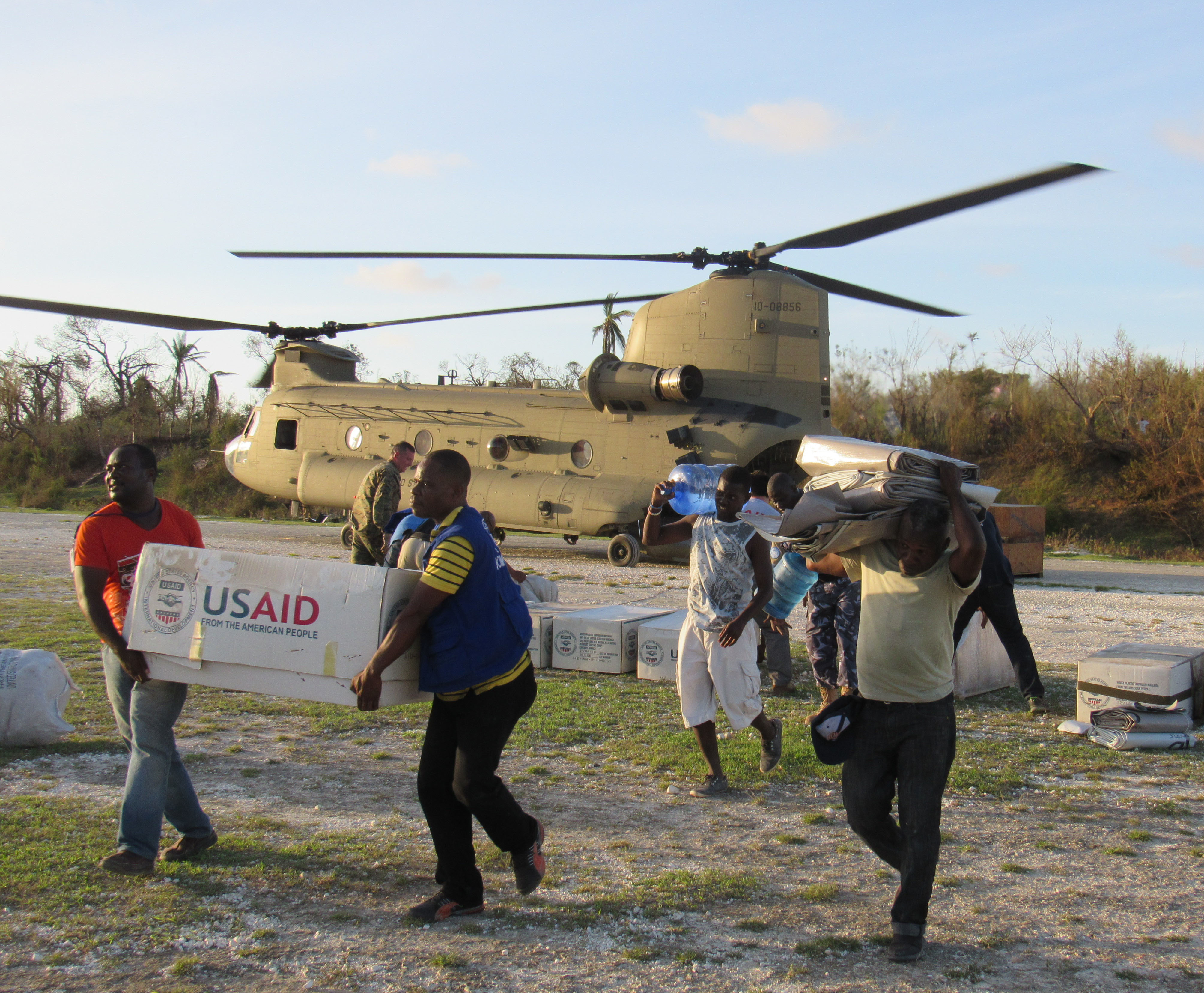
Des militaires de la Force opérationnelle interarmées Matthew et des représentants de l'Agence des États-Unis pour le développement international ont livré des secours aux zones touchées par l'ouragan à Jérémie, en Haïti.

Huit jours plus tôt, le Fonds central d'intervention d'urgence des Nations unies a accordé une subvention de 5 millions d'euros pour les efforts de reconstruction et le Programme alimentaire mondial (PAM) a commencé à envoyer 551 tonnes de nourriture. Au 13 octobre, le PAM et d'autres organisations non gouvernementales avaient distribué 1 540 tonnes de nourriture à près de 58 000 sinistrés. À Port-au-Prince, les survivants du tremblement de terre dans les camps endommagés ont reçu 8 000 trousses d'urgence de l'OIM tandis que la force de maintien de la paix des Nations unies a aidé à dégager les routes. Le Programme des Nations unies pour le développement a fourni des emplois à court terme à 1 416 habitants de Grand-Goâve pour enlever les débris dans leurs villages endommagés, après que 90 % des habitants de la ville aient perdu leur gagne-pain.
Au lendemain de la tempête, les agences humanitaires comptaient environ 400 opérations dans tout Haïti pour venir en aide aux victimes. Plusieurs organisations non gouvernementales ont travaillé pour répondre aux besoins, notamment ACTED, Action contre la faim, All Hands Volunteers, CARE, Direct Relief, Lutheran World Relief, Mercy Corps, Oxfam, Plan International, Project HOPE, Tzu Chi, World Concern et World Vision International. Ces agences ont fourni de l'eau, de la nourriture, des couvertures, des médicaments, des feuilles de plastique et des comprimés de chloration de l'eau. Direct Relief envoyé 86 palettes de fournitures médicales en Haïti d'une valeur de 13 millions $US. Catholic Relief Services a fourni 5 millions $US pour les secours. Les organismes de secours craignaient que l'aide n'atteigne pas les plus démunis et que la reconstruction n'obtienne pas le support des responsables locaux.
Huit jours après la tempête, les gens ont commencé à reconstruire leurs maisons aux Cayes et sur la route à l'ouest de la ville, même si les approvisionnements étaient insuffisants pour la population. Concern Worldwide a apporté des secours à l'île de la Gonâve par bateau, notamment des bâches, des couvertures et des tablettes de purification d'eau. Pour déterminer l'ampleur des dégâts, l'Agence caribéenne de gestion des urgences en cas de catastrophe a envoyé une équipe de six personnes pour soutenir les efforts du Centre des opérations d'urgence de Jérémie et des Cayes. L' Organisation panaméricaine de la santé a envoyé six équipes d'experts de la santé dans les zones les plus durement touchées, ainsi que des médicaments et d'autres fournitures. La Croix-Rouge internationale a approuvé un appel de 5 millions CHF pour aider 13 500 familles, envoyant son premier vol de secours le 9 octobre. Des pluies torrentielles ont touché Haïti le 21 octobre, perturbant les efforts de secours.
Le 9 octobre, les Nations unies ont lancé un appel d'urgence demandant près de 120 millions $US pour subvenir aux besoins des victimes de la tempête. En dix jours, les gouvernements et les agences de secours avaient promis 40,1 millions $US pour la reprise. Le gouvernement de la République dominicaine voisine a fourni du bois, des médicaments et des matelas. Il a aussi demandé que ses citoyens contribuent de leur mieux à l'aide. L'île de Dominique a fait don de 100 000 $US à Haïti ainsi qu'aux Bahamas, qui ont ensuite été frappés par Matthew. Le gouvernement du Venezuela a envoyé deux bateaux avec 20 tonnes de fournitures, y compris des médicaments, de l'eau et de la nourriture. Le Canada a fait un don de 6,08 millions $CAN d’aide à la reconstitution des installations d’eau potable.
La marine américaine a envoyé trois navires en Haïti pour secourir le pays (USS George Washington, USS Mesa Verde et USNS Comfort), dont le dernier fonctionne comme un navire-hôpital. Le Mesa Verde, stationné au large de la côte sud d'Haïti, disposait de personnel et de fournitures pour les zones inaccessibles par la route. En raison de l'amélioration de l'accès routier et du soutien logistique, l'armée américaine a terminé ses opérations le 21 octobre. Au total, le gouvernement américain a fourni 37,9 millions $US pour financer ses efforts dans le pays. Le premier vol de l'aide américaine est arrivé à Port-au-Prince le 8 octobre, commençant le transfert de 480 tonnes de fournitures.
En dehors des Amériques, l'Union européenne a fourni 1,755 million €. Le Royaume-Uni a promis 8 millions £ pour fournir des abris temporaires dotés d'équipements pour purifier l'eau ainsi que pour la prévention du choléra. L'Irlande a fourni 1,7 million € pour les efforts de récupération. Deux navires néerlandais ont participé aux opérations de secours dans des zones inaccessibles par la route. La France a envoyé deux hélicoptères de reconnaissance pour surveiller les zones touchées ainsi que deux systèmes de purification d'eau capables de produire 250 000 litres d'eau chacun par jour, une valeur de 814 000 €. La Croix-Rouge espagnole a envoyé 5 tonnes de fournitures de secours. L'Estonie a fait don de 50 000 € à l'Organisation mondiale de la santé (OMS) et la Croix-Rouge luxembourgeoise a envoyé une équipe d'experts en cas de catastrophe. La Suisse a également envoyé une équipe d'experts de la construction d'abris, la sécurité et la restauration de l'eau potable, allouant 2 millions CHF au projet. Le Japon a accordé 3 millions $ US et a fait le don de tentes par l'intermédiaire de son Agence japonaise de coopération internationale. La Corée du Sud a fait don de 350 000 $US et la Croix-Rouge de Singapour a fourni 30 000 $US pour les médicaments et l'eau. L'Australie a fait un don de 3,5 millions A $ à l'UNICEF et à l'OIM.

## Voir également
- Ouragan Hazel – fort ouragan qui a suivi une trajectoire similaire à travers la mer des Caraïbes en 1954, qui a tué jusqu'à 1000 personnes en Haïti
- Ouragan Jeanne – balayé la côte nord d'Hispaniola avec de fortes pluies, tuant 3006 morts personnes en Haïti, principalement aux Gonaïves
- Ouragan Matthew